# Jorge Michel Grau
Jorge Michel Grau es un director, escritor y productor mexicano, conocido por las películas Somos lo que hay y Perdida.

## Carrera

### Primeros años
Jorge Michel estudió la carrera de Comunicación en la Universidad Nacional Autónoma de México (UNAM) entre 1994 y 1998 y posteriormente se graduó con honores del Centro de Capacitación Cinematográfica (CCC) con el título de Director de Cine.
Comenzó produciendo documentales culturales y programas para la televisión educativa de México. También ha participado como Gerente de Producción en varios filmes producidos por el Instituto Mexicano de Cinematografía (IMCINE), el CCC y producciones independientes.
En 2004 se especializa en dirección de cine en la Escola Superior de Cinema I Audivisuals de Cataluya (ESCAD), en Barcelona. En 2005 estudió dirección de escena en la Escuela de Teatro de la Universidad Nacional (CUT) con Raúl Quintanilla y dirección de arte con el profesor Alejandro Luna en el CCC.  Se le otorgó una beca del Fondo Nacional para la Cultura y las Artes (FONCA) en su programa de soporte para estudios en el extranjero y en 2009 recibió financiamiento para su primer proyecto cinematográfico.

### Dirección de cine y televisión
Grau trabajó en cortos de 2003 a 2007. Su ópera prima fue el largometraje Somos lo que hay, seleccionada para competir en la Quincena de Realizadores del Festival de Cine de Cannes en 2010, y en el 48° Festival de Cine de Nueva York 2010.La película obtuvo el Premio Especial del Jurado Hugo de Plata en la competencia internacional del Festival Internacional de Cine de Chicago, Premio Sequense en el Festival Internacional de Cine Fantasia, en Montreal, Mejor Película y Guion de la Nueva Ola en el Fantastic Fest de Austin.
Grau participó en el Laboratorio de Jóvenes Productores en el Festival Internacional de Cine de Morelia, y en el Campus de Talento Visionario organizado por el Festival Internacional de Cine de Berlín en el Festival Internacional de Cine de Guadalajara en marzo de 2008.
En 2019, realizó la película Perdida, remake de la película colombiana La cara oculta, protagonizada por José María de Tavira, Paulina Dávila y Cristina Rodlo, centrada en la desaparición de la esposa de un director de orquesta. 5 años después, estrenó Rabia, protagonizada por Maximiliano Nájar, Mayra Batalla y Gilberto Barraza, centrada en un niño que sospecha que su padre podría ser un hombre lobo.

### Trabajo académico
Es profesor de Producción, Asistente de Dirección y Logística de Set en el CCC, así como asesor de tesis de proyectos. También enseña Producción de Cine en el programa extracurricular en la Facultad de Ciencias Sociales de la UNAM.
Publicó el artículo Un pays pris en otage par l'insecurité en especial de cine de la revista Le Monde Magazine, en Francia durante el Festival de Cannes de 2010.

## Filmografía
| Año  | Título                              | Notas                       |
| ---- | ----------------------------------- | --------------------------- |
| 2023 | Rabia                               |                             |
| 2019 | Perdida                             |                             |
| 2016 | 7:19                                |                             |
| 2015 | Big Sky                             |                             |
| 2014 | México Bárbaro                      | Segmento "Muñecas"          |
| 2012 | Chalán                              | Película para relevisión    |
| 2012 | The ABCs of Death                   | Segmento "I is for Ingrown" |
| 2011 | 60 Seconds of Solitude in Year Zero |                             |
| 2010 | Somos lo que hay                    |                             |
| 2008 | Más bonita que tú                   | Cortometraje                |
| 2006 | Kaliman                             | Cortometraje                |
| 2005 | Mi hermano                          | Cortometraje                |
| 2003 | Ya ni Pedro Pablo                   | Cortometraje                |

| Año  | Título                                                     | Notas        |
| ---- | ---------------------------------------------------------- | ------------ |
| 2023 | Sierra Madre: Prohibido Pasar                              |              |
| 2022 | Donde hubo fuego                                           | 12 episodios |
| 2021 | Asesino del olvido                                         | 4 episodios  |
| 2018 | Demencia                                                   | 2018         |
| 2011 | Fronteras                                                  | 1 episodio   |
| 2007 | Lo que la gente cuenta                                     | 4 episodios  |
| 2004 | Clío                                                       | 2 episodios  |
| 2004 | Los reconquistadores. Cineastas en Estados Unidos y México | Miniserie    |
| 2004 | Reformas del Estado: el debate fiscal                      | Miniserie    |

- Somos lo que hay, 2010.